# Campionati asiatici di badminton 2001
I Campionati asiatici di badminton 2001 si sono svolti a Manila, nelle Filippine. È stata la 20ª edizione del torneo, organizzato dalla Badminton Asia.

## Podi
| Evento              | Oro                               | Argento                         | Bronzo                         |
| Singolare maschile  | Xia Xuanze                        | Lin Dan                         | Indra Wijaya                   |
| Singolare maschile  | Xia Xuanze                        | Lin Dan                         | Shon Seung-mo                  |
| Singolare femminile | Zhang Ning                        | Wang Chen                       | Dong Fang                      |
| Singolare femminile | Zhang Ning                        | Wang Chen                       | Ling Wan Ting                  |
| Doppio maschile     | Bambang Suprianto Trikus Haryanto | Tony Gunawan Candra Wijaya      | Cheng Ruil Wang Wei            |
| Doppio maschile     | Bambang Suprianto Trikus Haryanto | Tony Gunawan Candra Wijaya      | Hendra Gunawan Alvent Yulianto |
| Doppio femminile    | Gao Ling Huang Sui                | Deyana Lomban Vita Marissa      | Eny Erlangga Jo Novita         |
| Doppio femminile    | Gao Ling Huang Sui                | Deyana Lomban Vita Marissa      | Zhao Tingting Zhang Yawen      |
| Doppio misto        | Kim Dong-moon Ra Kyung-min        | Bambang Suprianto Minarti Timur | Tony Gunawan Vita Marissa      |
| Doppio misto        | Kim Dong-moon Ra Kyung-min        | Bambang Suprianto Minarti Timur | Trikus Haryanto Emma Ermawati  |